# محمد سلامة
محمد سلامة ميدو حكم كرة قدم مصري، يشارك حاليًا في الدوري المصري الممتاز.